# Robert Ayton
Robert Ayton (anche Aytoun o Aiton; Fife, 1570 – 1638) è stato un poeta scozzese, figlio di Ayton della Casa di Kinaldie.

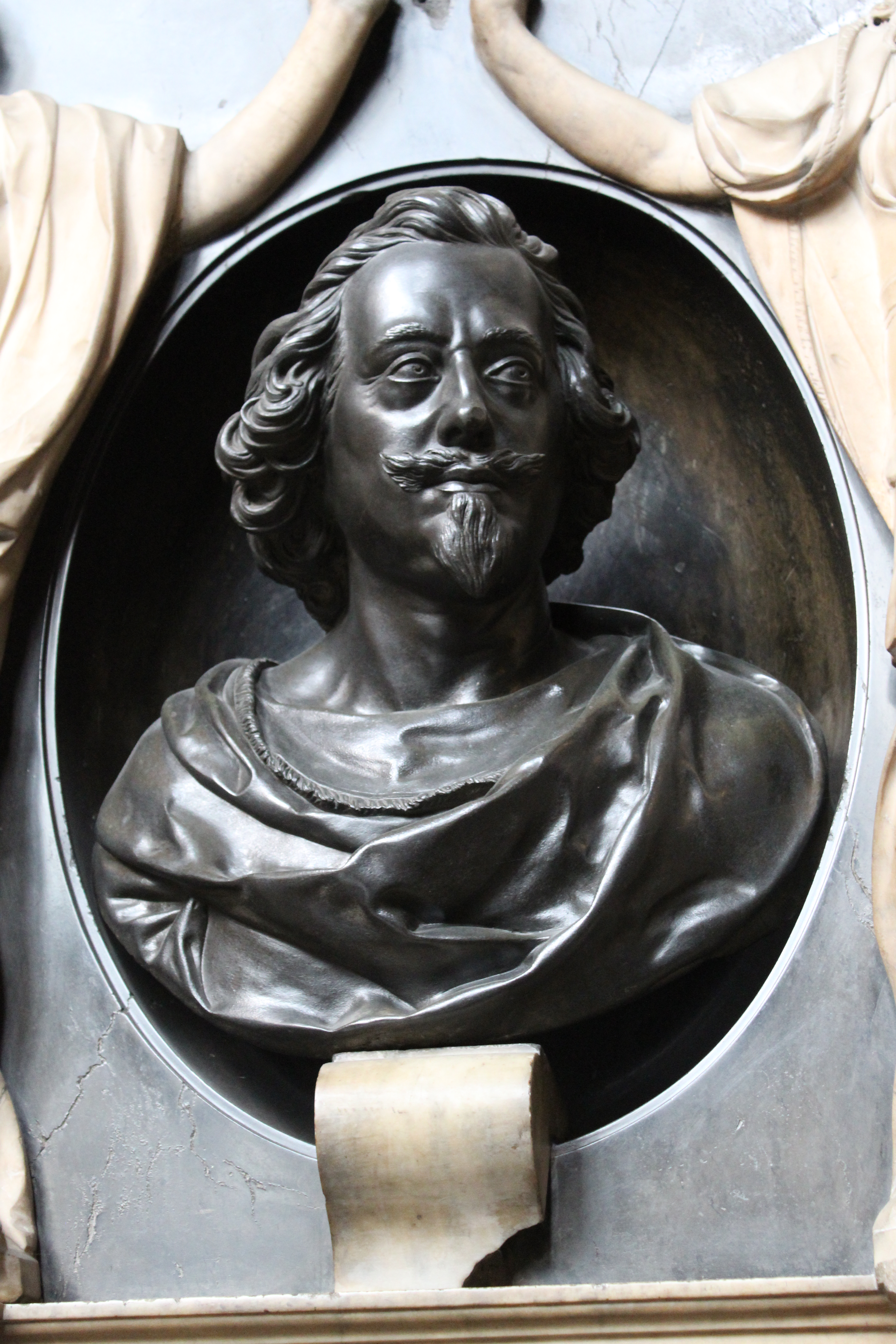
Ritratto marmoreo di Robert Ayton

Sembra sia stato molto conosciuto dai suoi contemporanei letterati in Scozia e Inghilterra. Divenne il poeta di corte di Re Giacomo I d'Inghilterra. Scrisse poesie in latino, greco e lingua scots, e fu uno dei primi scozzesi a scrivere in inglese standard. La sua opera principale fu Diophantus & Charidora.
È seppellito alla Abbazia di Westminster.